# Jardin Bargue - Platon
Le jardin Bargue - Platon est un espace vert du 15e arrondissement de Paris, dans le quartier Necker.

## Situation et accès
Le site est accessible par le 126, rue Falguière.
Il est desservi par la ligne 12 à la station Volontaires.

## Origine du nom
Le jardin est ainsi nommé car il longe la rue Bargue et la rue Platon.

## Historique
Le jardin est créé en 1978.